# Vương Khánh Luông
Vương Khánh Luông (sinh năm 1955) là đạo diễn, nhà quay phim tài liệu người Việt Nam. Ông từng giảnh giải Quay phim xuất sắc tại Liên hoan phim Việt Nam lần thứ 11.

## Tiểu sử
Vương Khánh Luông sinh ngày 9 tháng 5 năm 1955 tại Thái Lan trong một gia đình cách mạng gốc tại làng Phương Điền, xã Hải Định, huyện Hải Lăng, Quảng Trị, gia đình ông hồi hương về Việt Nam năm 1961, sinh sống ở Hà Nội và cuối cùng định cư tại phố Đinh Tiên Hoàng, quận Hồng Bàng, Hải Phòng. Anh trai ông là nhiếp ảnh gia Vương Khánh Hồng, từng nhận Giải thưởng Nhà nước. Người anh thứ, Vương Khánh Khừu, là chiến sĩ đặc công, hy sinh năm 1970.
Vương Khánh Luông kết hôn với đồng nghiệp là một nhà dựng phim cùng công tác tại Hãng phim Tài liệu và Khoa học Trung ương, con trai ông là nhà quay phim Vương Khánh Trần Linh. Hai cha con ông đều từng giành 1 giải  Quay phim xuất sắc tại Liên hoan phim Việt Nam.

## Sự nghiệp
Năm 1975, khi đang học năm thứ 3 lớp quay phim  khóa 6 tại Trường Điện ảnh Việt Nam, Vương Khánh Luông nhận điều động đi B, ông là quay phim trẻ nhất tham gia ghi hình Chiến dịch Hồ Chí Minh. Đoàn làm phim của ông lúc đó có 8 người, gồm 3 giáo viên là Nghệ sĩ nhân dân Trần Thế Dân và hai Nhà giáo nhân dân Nguyễn Mạnh Lân và Lê Đăng Thực cùng 5 sinh viên ngành quay phim trong đó có Phạm Việt Thanh, Nguyễn Hữu Tuấn, Trần Vũ Huấn, Trần Tuấn Khanh.
Năm 1988, Vương Khánh Luông chuyển sang học đạo diễn phim. Bộ phim tài liệu đầu tiên ông thực hiện ở cương vị đạo diễn là Chữ trên sóng giành được giải Khuyến khích tại Giải thưởng Hội Điện ảnh Việt Nam 2001. Năm 2009, bộ phim Đất tổ quê cha do ông đạo diễn đã giành được hai giải Bạc của Giải Cánh diều 2008 và Liên hoan phim Việt Nam lần thứ 16.

## Tác phẩm
| Năm  | Tựa đề                   | Đạo diễn      | Chú thích |
| ---- | ------------------------ | ------------- | --------- |
|      | Xuphanuvông với Việt Nam |               |           |
|      | Chị Năm khùng            | Lại Văn Sinh  | [ 5 ]     |
| 1998 | Tiếng vĩ cầm ở Mỹ Lai    | Trần Văn Thủy |           |

| Năm  | Tựa đề                 | Chú thích |
| ---- | ---------------------- | --------- |
|      | Chữ trên sóng          |           |
|      | Chuyện của mọi nhà     |           |
| 2015 | Quay phim chiến trường |           |
|      | K10                    |           |
| 2008 | Đất tổ quê cha         |           |

## Giải thưởng
| Năm  | Giải thưởng                        | Hạng mục      | Đề cử              | Phim        | Kết quả   | Chú thích |
| ---- | ---------------------------------- | ------------- | ------------------ | ----------- | --------- | --------- |
| 1996 | Liên hoan phim Việt Nam lần thứ 11 | Phim tài liệu | Quay phim xuất sắc | Khoảng vượt | Đoạt giải | [ 1 ]     |

| Năm  | Giải thưởng | Tác phẩm       | Đề cử             | Kết quả           | Chú thích |
| ---- | --- | -------------- | ----------------- | ----------------- | --------- |
| 2001 | Giải thưởng Hội Điện ảnh Việt Nam 2001 | Chữ trên sóng  | Phim tài liệu     | Giải Khuyến khích | [ 10 ]    |
| 2009 | Liên hoan phim Việt Nam lần thứ 16 | Đất tổ quê cha | Phim tài liệu     | Bông Sen bạc      | [ 5 ]     |
| 2009 | Giải Cánh diều 2008 | Đất tổ quê cha | Phim tài liệu     | Cánh diều Bạc     | [ 5 ]     |
| 2015 | Giải thưởng sáng tác, quảng bá tác phẩm văn học nghệ thuật, báo chí về chủ đề “Học tập và làm theo tấm gương đạo đức Hồ Chí Minh" đợt II (2013 - 2015) | K10            | Lĩnh vực sáng tác | Giải Khuyến khích | [ 11 ]    |